# Matus Bisnowat
Matus Ruwimowicz Bisnowat (ros. Матус Рувимович Бисноват, ur. 10 października?/23 października 1905 w Nikopolu, zm. 6 listopada 1977 w Moskwie) – radziecki konstruktor techniki lotniczej i rakietowej.

## Życiorys
Urodził się w rodzinie żydowskiej. W 1926 ukończył fakultet robotniczy (rabfak), a w 1931 Moskiewski Instytut Lotniczy, pracował w lotniczych biurach konstruktorskich, 1935–1938 był zastępcą głównego konstruktora Specjalnego Biura Konstruktorskiego (OKB) Tairowa w Moskwie, brał udział m.in. w projektowaniu samolotu pasażerskiego OKO-1. Latem 1938 został głównym konstruktorem OKB, kierował opracowaniem eksperymentalnych samolotów SK-1 i SK-2, od stycznia do lipca 1941 był głównym konstruktorem OKB zakładu lotniczego nr 23 w Leningradzie, kierował seryjną produkcją myśliwca ŁaGG-3, a po ewakuacji zakładu do Nowosybirska również produkcją Jaka-7 i Jaka-9. Od lutego 1943 do początku 1944 był szefem OKB-55 założonego dla opracowania samolotu 302, 1944–1946 był głównym konstruktorem zakładu lotniczego nr 153 w Nowosybirsku, a od czerwca 1946 dyrektorem zakładu lotniczego nr 293 w Chimkach i głównym konstruktorem OKB-293; pod jego kierownictwem opracowano eksperymentalny samolot „5". Od lutego 1953 do grudnia 1954 był szefem działu konstrukcyjnego zakładu nr 938 w stanicy Uchtomskiej w obwodzie moskiewskim, a od stycznia 1955 szefem i głównym konstruktorem OKB-4 w Tuszyno; zajmował się wówczas pracami nad budową systemów rakietowych, m.in. rakiety K-8M, K-40, K-60, K-98M i ich modyfikacjami. W 1965 otrzymał tytuł doktora nauk technicznych. Został pochowany na Cmentarzu Wagańkowskim.

## Odznaczenia i nagrody
- Złoty Medal „Sierp i Młot” Bohatera Pracy Socjalistycznej (3 kwietnia 1975)
- Order Lenina (dwukrotnie - 26 kwietnia 1971 i 3 kwietnia 1975)
- Order Czerwonego Sztandaru Pracy (29 października 1965)
- Nagroda Leninowska (1966)
- Nagroda Państwowa ZSRR (1973)

I medale.